# باول غليسون
باول غليسون (بالإنجليزية: Paul Gleason)‏ هو لاعب كرة مضرب أمريكي، ولد في 31 مارس 1880 في سانت لويس في الولايات المتحدة، وتوفي في 26 نوفمبر 1956 في ريتشموند هايهتس في الولايات المتحدة.

## وصلات خارجية
- باول غليسون على موقع الاتحاد الدولي لكرة المضرب (الإنجليزية)
- باول غليسون على موقع أوليمبيديا (الإنجليزية)